# Памятник Ивану Мазепе (Чернигов)
Памятник Ивану Мазепе (укр. Пам'ятник Івану Мазепі) — памятник монументального искусства в Чернигове.

## История
Бронзовый бюст гетмана был изготовлен ещё в 1998 году скульптором Геннадием Ершовым на средства меценатов. Гетман Мазепа прижимает к груди булаву, что должно символизировать его попытку сберечь независимость Украины.
Инициатором установки памятника выступил Национальный архитектурно-исторический заповедник «Чернигов древний» в соответствии с его генеральным планом развития. Архитектором проекта стал заслуженный архитектор Украины, начальник управления градостроительства и архитектуры Черниговской областной государственной администрации Владимир Павленко.
Памятник планировалось открыть 24 августа 2009 года, в День независимости Украины, однако местные власти решили открыть памятник раньше, во избежание провокаций накануне праздника.
В церемонии открытия участвовали руководители областной государственной администрации, областного и городского совета, активисты ряда партий (в том числе Украинской народной партии и «Батькивщины»), местные жители. Памятник был освящён епископом Черниговским и Нежинским Илларионом Украинской православной церкви Киевского патриархата.
Приказом главного управления культуры, туризма и охраны культурного наследия Черниговской областной государственной администрации № 145 от 21 августа 2009 года памятнику присвоен статус памятник монументального искусства вновь выявленный с охранным № 7407 под названием Памятник И. Мазепе.

## Описание
Памятник представляет собой бронзовый бюст гетмана Мазепы на белой мраморной колонне, к которой прикреплён герб Ивана Мазепы. Установлен в парке культуры и отдыха имени М. М. Коцюбинского возле здания коллегиума.

## Реакция на установку
В связи с противоречивой ролью Мазепы в истории, установка памятника вызвала неоднозначную реакцию общественности. В частности, своё отрицательное мнение высказали черниговские левые и пророссийские организации.
По мнению доктора исторических наук, профессора МГИМО Андрея Зубова, Поскольку Украина независимое государство, она как любое независимое государство ищет в своей истории какие-то основания героизации своего нынешнего бытия, то, безусловно, Мазепа — один из её героев. Но в России он будет восприниматься для тех русских людей, которые ведут свою историю и от Петра, и от царя Алексея Михайловича, как предатель. … Дискуссии достаточно смешны.
По мнению директор фонда «Историческая память» Александра Дюкова, установка таких памятников направлена не на увековечивание неких персон, а на провоцирование антироссийских настроений.
Накануне открытия милицией была предотвращена попытка облить памятник краской.